# Julián Carrillo

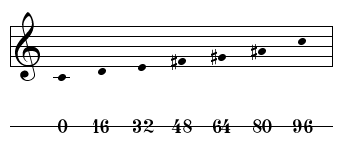
Weergave van de tonen in een octaaf en hun equivalentie in Sonido 13.

Julián Carrillo (28 januari 1875 - 9 september 1965) was een Mexicaans componist, violist,  dirigent en muziektheoreticus. Cariilo hield zich bezig met microtonale muziek en ontwikkelde de theorie die hij "De Dertiende Toon" noemde (Sonido 13). In plaats van een verdeling van een octaaf in 12 gelijke intervallen stelde hij een fijnere verdeling voor, tot uiteindelijk 96 intervallen in een octaaf. Voor dit werk werd hij genomineerd voor de Nobelprijs voor Natuurkunde.

## Biografie
Carrillo werd vroegtijdig, tijdens een aardbeving, geboren op 28 januari 1875 in Ahualulco, een dorp in de Mexicaanse staat San Luis Potosi, ongeveer 40 kilometer ten noorden van de gelijknamige hoofdstad. Hij was de jongste van de 19 kinderen van Nabor Carrillo en Antonia Trujillo, inheemse boeren uit Ahualulco.

### Jeugd
Carrillo zong in het kinderkoor van de kerk van Ahualulco. De dirigent van het koor moedigde hem aan om muziek te gaan studeren bij Flavio F. Carlos in de hoofdstad San Luis Potosi. Hij was van plan om twee jaar te studeren en daarna terug te keren naar Ahualulco als zanger van de kerk, maar vanwege de financiële situatie van zijn familie stopte hij al vroeg met het primaire onderwijs, echter niet met zijn muziekstudie. Hij arriveerde in 1885 in San Luis Potosí en begon naast zijn studie ook te werken in het orkest van zijn leraar, eerst als slagwerker en later als violist.
Hij componeerde zijn eerste kleine werken voor dit orkest. In 1894 componeerde Carrillo een mis die lokaal succes oogstte. Dit succes, samen met een aanbevelingsbrief van de regering van San Luis Potosí, stelde hem in staat om te studeren aan het Nationaal Conservatorium voor Muziek in Mexico-Stad. Carrillo maakte snel vorderingen aan het conservatorium. Zijn docenten waren onder anderen Pedro Manzano (viool), Melesio Morales (compositie) en Francisco Ortega y Fonseca (natuurkunde, akoestiek en wiskunde).
Omdat hij de basisschool niet had afgerond, was hij onbekend met de akoestische basis van muziek. Hij was daarom gefascineerd toen Ortega de wetten besprak die de vorming van grondtoonintervallen in muziek bepalen. Bijvoorbeeld: wanneer een vioolsnaar in het midden wordt ingedrukt, produceert deze een toonhoogte die twee keer zo hoog is als de open snaar. Wanneer een snaar op een derde wordt gestopt, trilt de resterende twee derde een reine kwint hoger dan de open snaar (bijna exact gelijk aan 5/8 octaaf). Carrillo onderzocht deze verhoudingen experimenteel. Een tijdlang probeerde hij het, maar hij slaagde er niet in de snaar verder te verdelen dan in acht gelijke delen. Toen verliet hij de traditionele manier om de snaar in twee, drie, vier, vijf, zes, zeven en acht gelijke delen te verdelen. Met behulp van een scheermesje drukte hij op de G-snaar en verdeelde hij deze in zestien delen.
Vanaf dat moment verdiepte hij zich in de studie van de natuurkundige en wiskundige basis van muziek. In 1899 hoorde generaal Porfirio Díaz, president van Mexico, Carrillo als violist. Díaz was onder de indruk en gaf hem een speciale beurs om in Europa te studeren.

### Studies in het buitenland
Carrillo werd toegelaten tot het Königliches Konservatorium der Musik zu Leipzig, waar hij studeerde bij Hans Becker (viool), Johann Merkel (piano) en Salomon Jadassohn (compositie, harmonie en contrapunt). Hij werd eerste violist in twee orkesten: het orkest van het conservatorium onder leiding van Hans Sitt, en het Gewandhausorchester onder leiding van Arthur Nikisch. Carrillo componeerde verschillende werken in Leipzig, waaronder het Sextet in G majeur voor twee violen, twee altviolen en twee cello's (1900) en de Eerste symfonie in D majeur voor orkest (1901). Carrillo dirigeerde het orkest van het Koninklijk Conservatorium van Leipzig bij de première van zijn Eerste symfonie.
In 1900 nam Carrillo deel aan het Internationaal Muziekcongres in Parijs, onder voorzitterschap van Camille Saint-Saëns. Hij presenteerde een artikel over de namen van muzikale klanken, dat door het congres werd aangenomen en gepubliceerd. Hij stelde voor dat, aangezien elke noot één klank is, elke nootnaam (c, des, enz.) één lettergreep zou moeten zijn. Hij stelde 35 monosyllabische namen voor. Hij raakte ook bevriend met Romain Rolland. Na zijn studie aan het conservatorium van Leipzig ging hij naar België om zijn violistenvaardigheden te verbeteren. Daar studeerde hij bij Albert Zimmer (een leerling van Eugène Ysaÿe) en werd toegelaten tot het Koninklijk Conservatorium Gent. In 1903 componeerde hij een kwartet in e mineur, waarmee hij "ideologische eenheid en tonale variatie" wilde brengen in de klassieke vormen.

### Terug naar Mexico
In 1904 won hij de Eerste Prijs Cum Laude en met Onderscheiding op de Internationale Vioolwedstrijd van het Conservatorium van Gent. Later dat jaar keerde hij terug naar Mexico, waar president Díaz hem een Amati-viool schonk "als geschenk van de Mexicaanse natie" voor zijn uitstekende prestaties in het buitenland. In Mexico-Stad begon Carrillo intensief te werken als violist, orkestdirigent, componist en docent. In 1908 werd hij door het Nationaal Conservatorium benoemd tot hoogleraar muziekgeschiedenis (1906), compositie, contrapunt, fuga en orkestratie. Onder zijn studenten bevonden zich José Francisco Vázquez Cano, oprichter van de Vrije School voor Muziek en Declamatie, de Muziekfaculteit van de Nationale Universiteit (UNAM) en het Nationaal Filharmonisch Orkest van de Universiteit (OFUNAM). Andere vooraanstaande studenten waren Antonio Gómezanda (pianist en componist), Rafael Ordoñez, Rafael Adame, Vicente Teódulo Mendoza (onderzoeker van de Mexicaanse folklore), Gerónimo Baqueiro Foster (componist en musicus).
Hij publiceerde Discursos sobre la música (Verhandelingen over muziek, 1913) en Pláticas musicales (Muzikale voordrachten, 1914 en 1922). In 1910 voerde hij voor het eerst zijn Canto a la Bandera (Lied aan de vlag, op tekst van Rafael López) uit, dat sindsdien een officieel lied aan de Mexicaanse patriottische vlag is.
In 1911 was Carrillo officieel afgevaardigde naar het Muziekcongres van Rome. Op dit congres, met toehoorders als Claude Debussy, Giacomo Puccini en Richard Strauss, presenteerde hij een rapport, "Het hervormen van de grote compositievormen om symfonie, concert, sonate en kwartet ideologische eenheid en tonale diversiteit te geven".
In 1913 werd Carrillo benoemd tot rector van het Nationaal Conservatorium en werd hij toegelaten tot de Mexicaanse Vereniging voor Geografie en Statistiek.
Toen de regering van Victoriano Huerta in 1914 ten val kwam, moest Carrillo naar de Verenigde Staten vluchten. In New York richtte hij het Symphony Orchestra of America op en werd de eerste dirigent. Hij voerde daar zijn Eerste Symfonie uit. Het succes van dit werk was zo groot dat een journalist hem "de heraut van een muzikale Monroedoctrine" noemde. In 1916 componeerde Carrillo muziek voor D.W. Griffiths film Intolerance. In New York schreef Carrillo ook de "Thirteenth Sound Theory", die later werd gepubliceerd in het tweede deel van Musical Talks.
Rond 1924 legde hij geleidelijk zijn officiële functies neer om zich volledig te wijden aan het componeren en uitwerken van zijn microtonaal systeem. Carrillo richtte de 'Sinfónica del Sonido 13' op, een ensemble waarin alle instrumenten microtonaal gestemd waren. In 1934 publiceerde hij de 'Revolución musicales del Sonido 13' (Muzikale Revolutie van de Klank 13). Hij ontving geen overheidssteun voor zijn revolutie, al zijn onderzoek en de verspreiding ervan werden door hem zelf gefinancierd. Hij patenteerde in 1940 15 getransformeerde piano's voor elk tooninterval (van zestienden van een toon tot hele tonen: 1/16, 1/15, 1/14, 1/13, 1/12, 1/11, 1/10, 1/9 en 1/1). Deze werden uiteindelijk gebouwd door de firma Carl Sauter in Spaichingen. In 1958 had hij alle 15 piano's voltooid en gepresenteerd op de Wereldtentoonstelling in Brussel, waar hij de gouden medaille ontving. Hij bouwde 16 piano's, harpen, fluiten, gitaren en cello's die kwartnoten, achtsten en zelfs zestienden van een toon konden genereren.

### Latere jaren
Tussen 1960 en 1965 nam hij bijna dertig van zijn composities op voor Philips Records in Parijs, zowel tonale en atonale als microtonale stukken. In 1960 componeerde hij de Canon Atonale voor 64 stemmen, de Misa de la Restauración  voor mannenstemmen a capella in kwarttonen en, in opdracht van Leopold Stokowski The Concertino. In 1963 ontving Carrillo de 'Grand Prix de la Musique de la Latin America' in Parijs. In 1964 bracht Robert Gendre in Luxemburg de première van Carrillo's Concert voor viool en orkest in kwarttonen. Dat jaar componeerde hij verschillende werken, waaronder drie sonates voor altviool in kwarttonen, één voor viool in kwarttonen, een tweede vioolconcert en verschillende atonale canons.
Carrillo overleed op 9 september 1965 in San Ángel in Mexico-Stad als een beroemd en geëerd componist.

## De Dertiende Toon
Het "Sonido Trece"-systeem (de dertiende toon) omvat het kwarttoonsysteem en het achtstetoonsysteem; in veel composities gebruikt Carrillo deze verschillende systemen door elkaar, waarbij de keuze van het systeem afhangt van de mogelijkheden van de betreffende muziekinstrumenten. Hij liet een speciale serie piano's bouwen voor zijn microtonale systemen. De klavieren van deze instrumenten zien er normaal uit, maar de klank is heel anders. Het klavierbereik van de 96-toonspiano, met 97 toetsen, beslaat slechts één octaaf. Om zijn muziek te noteren gebruikt Carrillo, naast een systeem waarbij kleine accenten voor de noten worden geplaatst, ook een numerieke notatie door de tonen simpelweg een getal van 1 tot 96 te geven.
De Stichting Huygens-Fokker bezit zo’n zeldzame piano. Harpiste Ernestine Stoop liet een 96-toons harp voor zichzelf bouwen. Op het Microfest 2025 in Amsterdam werd een stuk ten gehore gebracht op een Carrillo-piano, Carrillo-harp samen met een 31-toons Fokker-orgel.
- Bibsys: 1542227320972
- Biblioteca Nacional de España: XX4871213
- Bibliothèque nationale de France: cb148404319 (data)
- Catàleg d'autoritats de noms i títols de Catalunya: 981061001154706706
- Gemeinsame Normdatei: 133280721
- International Standard Name Identifier: 0000 0001 0654 0604
- Library of Congress Control Number: n85336289
- Nationale Bibliotheek van Letland: 000337355
- MusicBrainz: 0736d8be-bf65-4f17-a58a-49c0407fc8e8
- Nationale Bibliotheek van Israël: 987007277503505171
- Nationale en Universitaire bibliotheek Zagreb: 000671482
- Nederlandse Thesaurus van Auteursnamen: 105212210
- SNAC: w6k362f2
- Système universitaire de documentation: 079984649
- Virtual International Authority File: 44490835
- WorldCat: E39PBJbGYCjDyCD7K3KfKpRBT3